# Cobicistat
Cobicistat (INN, in de ontwikkelingsfase bekend als GS-9350) is een geneesmiddel dat als onderdeel van HAART gebruikt wordt voor de behandeling van hiv. Het middel wordt op de markt gebracht door Gilead Sciences.
Cobicistat heeft zelf geen hiv-remmende werking, maar is net als ritonavir een zogenaamde booster. Het middel remt leverenzymen die zorgen voor de afbraak van andere geneesmiddelen, waaronder de integraseremmer elvitegravir. Door cobicistat te combineren met elvitegravir kan van het laatste middel een lagere dosis gegeven worden; hierdoor wordt de therapeutische werking verhoogd, terwijl minder bijwerkingen te verwachten zijn.
Cobicistat is onderdeel van de vaste dosiscombinatie elvitegravir/cobicistat/emtricitabine/tenofovir disoproxil (merknaam Stribild), een eenmaal daags in te nemen tablet. Stribild werd in augustus 2012 goedgekeurd door de FDA voor gebruik in de Verenigde Staten; in mei 2013 verleende het EMA een vergunning voor toepassing in de Europese Unie. In 2015 kwamen daarbij nog twee combinatietabletten van Cobicistat en een proteaseremmer op de markt. Dit betreft Evotaz (atazanavir + cobicistat) en Rezolsta (EU)/Prezcobix (VS) (darunavir + cobicistat).
Cobicistat is een remmer van enzymen van het cytochroom P450-enzymsysteem, waaronder het belangrijke subtype CYP3A4. Daarnaast verhoogt het de opname van diverse hiv-remmers doordat het transporteiwitten in de ingewanden remt.